# Leptotrochila cerastiorum
Leptotrochila cerastiorum är en svampart som först beskrevs av Carl (Karl) Friedrich Wilhelm Wallroth, och fick sitt nu gällande namn av Schüepp 1959. Leptotrochila cerastiorum ingår i släktet Leptotrochila och familjen Dermateaceae.  Arten är reproducerande i Sverige. Inga underarter finns listade i Catalogue of Life.